# Cota (Colombia)
Cota är en ort i Colombia.   Den ligger i departementet Cundinamarca, i den centrala delen av landet, 22 km norr om huvudstaden Bogotá. Cota ligger 2 557 meter över havet och antalet invånare är 7 615.
Terrängen runt Cota är kuperad åt nordväst, men åt sydost är den platt. Runt Cota är det mycket tätbefolkat, med 4 188 invånare per kvadratkilometer. Närmaste större samhälle är Fontibón, 15,4 km söder om Cota. Runt Cota är det i huvudsak tätbebyggt.